# Esiliiga
Esiliiga - liga będąca drugim poziomem rozgrywek piłkarskich w Estonii. Organizowana jest od 1992 roku przez Estoński Związek Piłkarski. W pierwszym sezonie rozgrywana była tylko runda wiosenna, a potem w sezonach 1992/93, 1993/94, 1994/95, 1995/96 i 1996/97 i 1997/98 rozgrywana była runda jesienna i wiosenna, a od 1998 ponownie systemem wiosna - jesień. Najlepsza drużyna awansuje do Meistriliiga.

## Kluby występujące w lidze w sezonie 2013
- FC HaServ Tartu
- Flora II Tallinn
- JK Tammeka II Tartu
- JK Viljandi Tulevik
- Jõhvi FC Lokomotiv
- Levadia II Tallinn
- FC Puuma Tallinn
- Rakvere JK Tarvas
- SK Kiviõli Tamme Auto
- Vändra JK Vaprus